# 瀉血

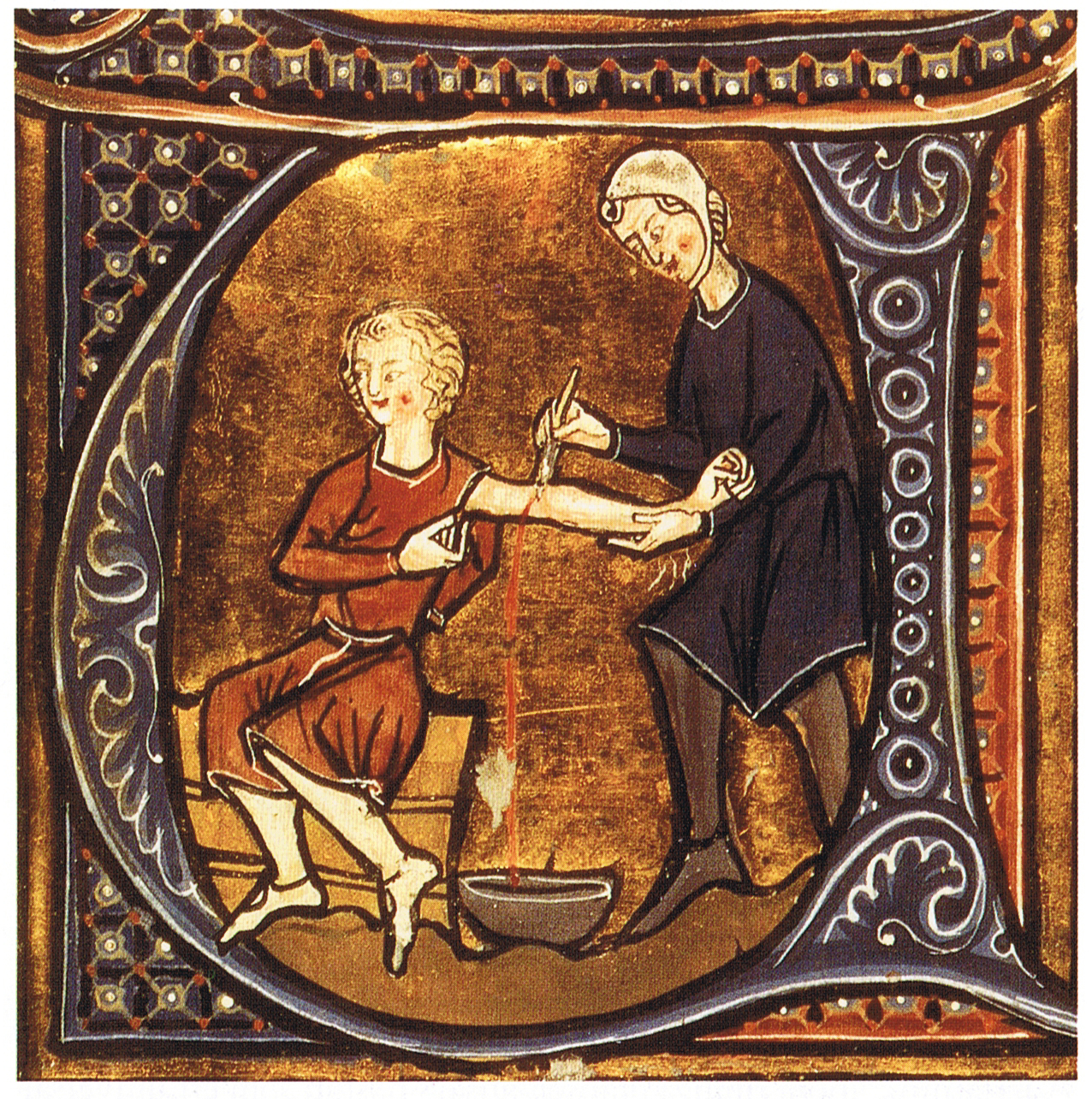
中世ヨーロッパの瀉血

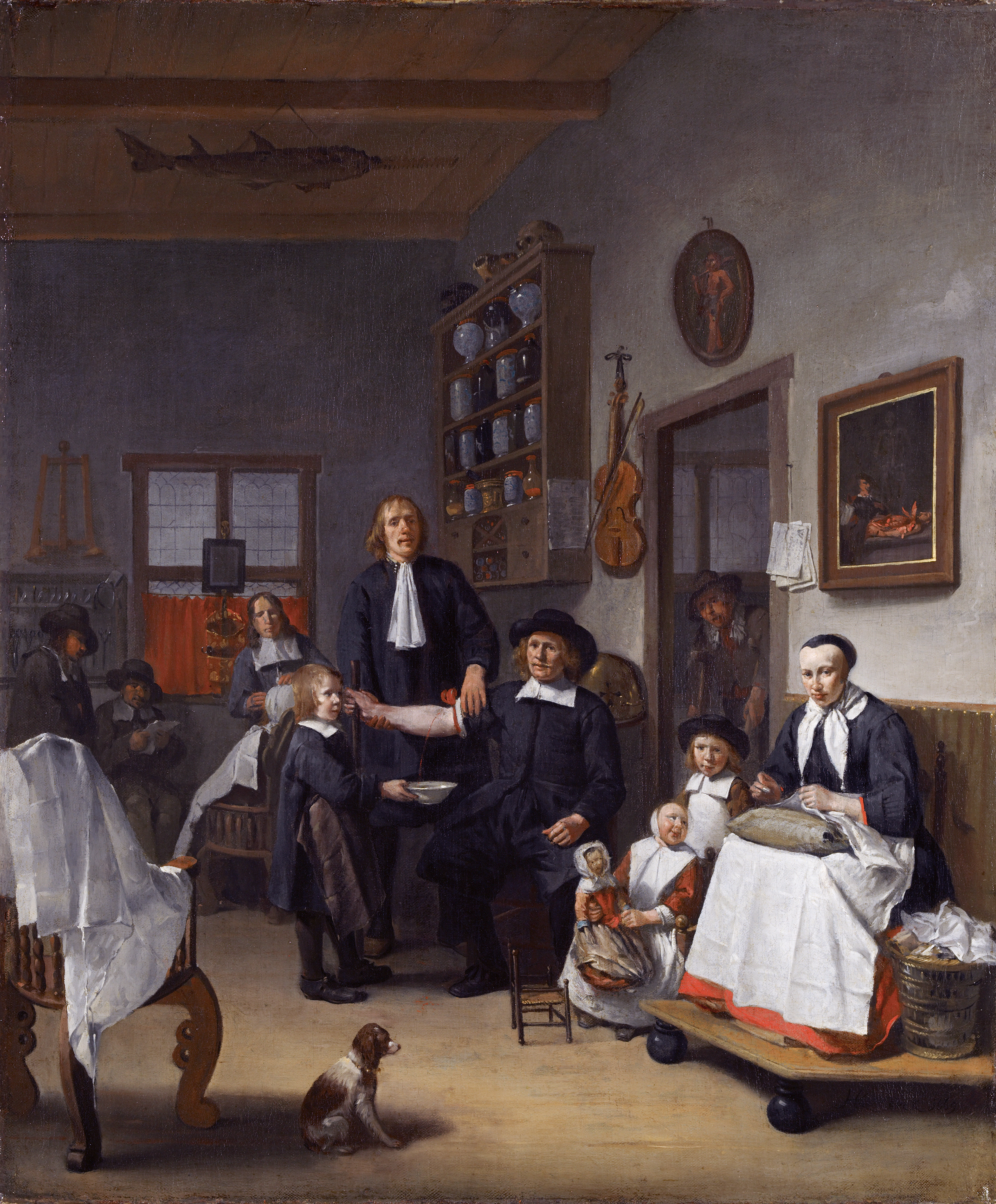
近代のヨーロッパや米国でも熱心に信じられ、さかんに行われた瀉血。

瀉血（しゃけつ）とは、人体の血液を外部に排出させることで症状の改善を求める治療法の一つである。古くは中世ヨーロッパ、さらに近代のヨーロッパやアメリカ合衆国の医師たちに熱心に信じられ、さかんに行われた が、現代では医学的根拠は無かったと考えられている。
現在の瀉血は限定的な症状の治療に用いられるのみである。

## 概要
古典的な意味での瀉血は、体内にたまった不要物や有害物を血液と共に外部に排出させることで、健康を回復できるという考えによるものである。
西洋医学でさかんに行われた療法である。ヨーロッパやアメリカ合衆国で、多くの医者が患者のどんな症状を見てもしばしば「瀉血が効く」としてそれを実行した。中世から18世紀末頃にかけて、欧米では瀉血は一般的な治療法であった。初期のアメリカ合衆国でも盛んに瀉血が行われていた。「熱が出れば瀉血」「下痢をしても瀉血」「せきが出ても瀉血」といった調子で、毎日のように、患者宅から患者宅へと一日に何軒も駆け回って、患者の血を抜くことを繰り返すなど、医療行為としては瀉血ばかりを行っていて、他にはほとんど何もしないというような医師が多い、というような状態だった。
初期には創傷などによって皮下にたまった膿を排出させるため、一度癒着した創傷部を切開したことに由来するといわれている。また鬱血によって皮下に溜まった血液を排出させることで、治癒を促すともいい、中国医療の鍼では、患部に小さな傷をつけ、そこから指圧または陰圧にしたガラス製の小さな壷により血を吸い出す「刺絡」という療法もある。また、ヒル等の吸血動物に血液を吸わせる瀉血法も古くから行われており、19世紀初頭には切開による瀉血に替わって広く行われた。
なお、現在の日本の法律では、患者の体を切開することは医療行為にあたり、医師にしか許されない。無資格で行えば医師法違反（無資格医業）により処罰の対象となる。前述の刺絡に関しては瀉血として医療行為の範疇に含まれるか否かが議論となっているが、そもそも刺絡については第162国会質問主意書第26号（2005年6月14日）答弁によれば「様々な器具や手技を用いる方法があると考えられること等から、一般的に確立した定義はなく」、「個々の事例に則して判断されるべきもの」 とされている。このような中、2006年2月1日に無資格で瀉血を行なったとして鍼灸師が逮捕される事例も出ている（同5月11日に有罪判決。この事例では「刺絡は医療行為か」という議論以前に、診断書の作成や交付といった明らかな違反行為があった）。日本刺絡学会は（瀉血は血管を切って血を出すものだが）刺絡は身体の所定の箇所（いわゆる「ツボ」）の皮膚に鍼を刺すか小さく切開して、指で絞る（このほか負圧にした小さなガラス容器を吸い付かせるなども）などして血を少量出すだけの、瀉血とは考え方も方法も（加えて排出される血の量も）異なる方法だとしている。
現代的な瀉血は、基本的には献血で血液を採血するのと同様の方法で行われる。献血と違い、瀉血された血液は廃棄される。献血に瀉血の効果を期待する者もいるが、日本赤十字社は「そのような治療を必要としている状態の方から献血をいただくことはできかねます」としている。

## ヨーロッパでの瀉血の歴史
瀉血はギリシャに始まってヨーロッパに広まり、中世初期では修道士が実践していた。
初期の頃には創傷によって皮下にたまった膿などを排出させる治療行為であったが、時代が下ると打撲や骨折によって生じた炎症部分を切開し、炎症の軽減を求めるためにも利用された。他方では血液のよどみが病気の原因であると考えられたため、血管を切開した。頭痛ではこめかみの血管を切開して、頭痛の軽減を図ろうとしたりする方向へ発展した。
1162年、ローマ法王が瀉血を禁止すると、床屋が瀉血用の小刀が付属したツールナイフを開発して瀉血を引き継いだ。現代の床屋の看板「サインポール」の元である「赤・青・白の縞模様」はもともと「赤・白の縞模様」であり、赤は血、白は止血帯を表し、ポール自体の形は瀉血の際に用いた血の流れを良くするために患者に握らせた棒を表しているという。
なお、頭痛治療における瀉血は穿頭（トレパネーション）の類型であると見なすことも可能であり、必ずしも根拠に基づく医療ではない。
ただし、頭痛に対して瀉血を施すことが適切なケースも存在する。たとえば、多血症は頭痛やめまい、倦怠感を伴うが、これらの症状は瀉血により血中の赤血球を減ずることで軽快する。とはいえ、当時は症候学が未発達であり、そもそも多血症という疾患の概念もなく、「瀉血により頭痛が軽快することがある」という経験則の範疇を出るものではない。
さらに時代を下ると伝染病や敗血症・循環器系障害等にまで積極的に使用されたという。この時代においては衛生の維持が不十分であったため、切開部が感染症を引き起こすことも多く、また体力が落ちている患者にまで瀉血療法を行った結果、いたずらに体力を消耗させ、死に至るケースも珍しくなかった。このようなケースで亡くなったと見られる著名人には、エイダ・ラブレス、モーツァルト、ジョージ・ワシントンなどがいる。
一部では神秘主義と結合し、体内に巣食った霊的なものが血液と共に排出されると考えられた（穿頭も同様）こともあり、このような瀉血の汎用は長く続き、またヨーロッパ一帯に広まって近代医療の発展する時代まで続いたという（呪術医の項を参照）。ヒポクラテスの唱えた四体液説が当時の医学の根本的な考えであったことも使用に拍車をかけた（四体液説では体液のバランスが健康に影響するとされているため、崩れた体液のバランスを戻すために血液の量を減らす目的で瀉血が行われた）。
後に、いたずらに体力を消耗させる瀉血療法の治療効果が疑わしいとして、18世紀以降には次第に汎用されることは減っていった。

## 沖縄の瀉血療法
沖縄では伝統的な民間療法が見られる。この沖縄の民間療法における瀉血では、ハンセン病以外に熱発を伴う風邪、ハブ咬傷など色々な疾患にも使われていた。名称として乱切・瀉血療法といっている文献もある。瀉血の場所は頭痛の場合は頭部であるが、一般的には背部が多く、その他の場所でもある。その部位を柄つき剃刀で切り出血させる。芭蕉の芯で拭き出血を増大させ、泡盛で消毒する。火吹き竹で出血を増大させることもあり、そのためにブーブーともいう。開始時期は明確でないが、江戸時代か明治時代の文献がある。昭和42年においても、都市部で15.1%,離島では50%近くの子供にもみられた。非医師（ヤブ）や家族により施行された。実施の時期は乳幼児59.1%,幼児期、27,8%,新生時期、2.0%。背部では細い瘢痕、頭部では小さいハゲとして残る。宮古療養所、昭和12年年報や沖縄本島の患者の思い出の話にも記述がある。

## 現代医療における瀉血療法
現代医療では、いくつかの症例において治療法の一つとして、この瀉血療法が行われる場合があり、これらは医学的にも根拠のある治療手段である。以下に例をあげる。
多血症
血液細胞が必要以上に作られてしまう病気である真性多血症では瀉血は基本的な治療である。ヘマトクリット(Ht)>55%が治療開始の目安であり、1回の瀉血は400-600ml程度である。瀉血した後は1か月程度でHtは元に戻るのでHtを見ながら繰り返し瀉血し、理想的にはHtを男性で45%以下女性で42%以下血小板数を40万/μl以下にコントロールすること、あるいは少なくともHt45%以下を目標とする。ただし瀉血は真性多血症の原因を解消する手段ではなく、あくまでHtのコントロールが目的である。瀉血を繰り返すうちに貯蔵鉄がなくなるとヘモグロビンの材料が乏しくなるため、赤血球は小型の物になり、Htの増加は抑え易くなる。そのため赤血球が小さくなっても鉄剤の投与は厳禁である。
ただし、研究者によっては鉄欠乏は皮膚掻痒の増大や倦怠感を招きQOLを下げるとして鉄剤の投与に肯定的な意見もある。真性多血症以外の多血症では、赤血球増加の原因を探りその原因を解消することを基本とし、瀉血は第一選択にはならないが、多血症の原因の解消が困難であったり、合併症が見込まれるときやHtが極端に高いときには瀉血などの治療を適宜行う。
C型肝炎
ウイルス性肝炎の一種であるC型肝炎では、体内に異常蓄積された鉄分を減らすため、食事療法と並行して瀉血療法が行われることがある。C型肝炎では、肝臓に蓄積された鉄分により活性酸素が発生し、肝炎症状の悪化を招く。通常は鉄制限食により肝臓に蓄積された鉄分を減らしていくが、既に鉄分が過剰に蓄積されてしまっている場合には、通常の新陳代謝ではなかなか状態が改善しないことがある。このため、瀉血によりヘモグロビンの形で鉄を体外に排出して、体内の鉄の総量を減少させる。これは、あくまで肝炎の進行を抑え肝硬変および肝がん(肝細胞癌)への移行を防ぐための対症療法であり、肝炎自体の治癒を目的とするものではない。
ヘモクロマトーシス
体内に鉄が沈着するヘモクロマトーシスでは、体内に沈着した鉄を除去するために瀉血を行う。遺伝性ヘモクロマトーシスでは瀉血が第一選択であり、定期的に行う必要がある。二次性ヘモクロマトーシスでも輸血が原因であったり貧血を伴ったりするものを除いて瀉血を行う。
接合手術後の処置
切断された四肢の端部の接合手術後、接合された部分に血液が循環せずに鬱血する場合がある。こうした場合に、接合部分の傷口に大型の無菌化したヒルを当て血液を吸わせることで接合した部分の血液循環を促進させ、循環不良による壊死を防ぐという治療法がある。ヒルの唾液には抗凝固作用があり、ヒルを用いた瀉血は緩やかな出血が長時間続くため、周囲組織の循環が急変したり、多量の出血で輸血が必要になるようなことはない。また、ヒルの噛み傷は組織障害が少ないことも利点であり、アメリカでは2004年に医療用ヒルがアメリカ食品医薬品局の認可を受けている。

## 動物における瀉血療法
笹針
馬に対して、馬針（三稜針）という笹の葉の形に似た特殊な針を刺して瀉血する治療法である。競走馬は、血液の循環が悪くなり、鬱血状態を起こすと、全身コズミ（筋炎や筋肉痛の俗称）や跛行を呈することがある。これを解消するために針を刺して鬱血を取ることを笹針治療（乱刺手術）という。日本独自の治療法であり、欧米では行われない。2022年（令和4年）4月より日本中央競馬会登録馬についてはソエ（管骨骨膜炎の俗称）治療のための焼烙やブリスターとともに禁止された。

## 類似の療法
カッピング療法（吸い玉療法）として、中を火であぶった竹筒ないしガラス容器など（容器内部の空気を急速に加熱膨張させ、それが冷える過程で負圧となる）を利用した陰圧で、皮下に鬱血を生じさせる伝統療法が、西洋東洋を問わず存在した。たんに鬱血を生じさせるだけでなく、そこを切開して瀉血を行う場合も多かった。現代においても民間療法として存在する。あるいは伝統中国医学ないし鍼灸治療に刺絡（中国式表記では刺血）として存在する。これは過去のヨーロッパや現代でも行われる積極的に血管を切開して出血させる瀉血法とは別のものと見る考えもある。科学的な根拠はないとされる。肩こりや五十肩などには効果があるとする意見もあるが、これらはそもそも疾病の原因が科学的に解明されておらず、あくまで経験則の域を出ていない。